# Nikolai Nikolajewitsch Saksonow
Nikolai Nikolajewitsch Saksonow (russisch Николай Николаевич Саксонов; * 6. Januar 1923 in Serga, heute im Rajon Kungur, Region Perm; † 2. November 2011 in einem Vorort von Elektrougli) war ein sowjetischer Gewichtheber.

## Leben
Nikolai Saksonow wuchs in Swerdlowsk auf und begann mit siebzehn Jahren bei einem lokalen Sportklub mit dem Gewichtheben. Sein erster Trainer war Iwan Lebedew. 1947 erreichte Saksonow 270 kg im olympischen Dreikampf. Ein Jahr später waren es 300 kg. Als Vorbild galt ihm Georgi Popow, der schon während des Krieges Weltrekorde im Federgewicht aufgestellt hatte, die allerdings vom Weltverband nicht anerkannt werden konnten, da die Sowjetunion zu dieser Zeit nicht dem Verband angehörte. Saksonow gewann 1949 erstmals die russische Meisterschaft und nahm danach auch an internationalen Wettbewerben teil. Seine Trainer waren Nikolai Schatow, Israel Mechanik und Jakow Kuzenko.
Nikolai Saksonow studierte Medizin und arbeitete nach dem Ende seiner aktiven Laufbahn als Arzt und Trainer.

## Erfolge

### International
(Fe = Federgewicht)
- 1952: Silbermedaille, Olympische Spiele in Helsinki, Fe, mit 332,5 kg, hinter Rafael Tschimischkjan, UdSSR, 337,5 kg und vor Rodney Wilkes, Trinidad, 322,5 kg;
- 1953: 1. Platz, Weltmeisterschaft in Stockholm Fe, mit 337,5 kg, vor Tschimischkjan, 332,5 kg und Einar Eriksson, Schweden, 307,5 kg.

### National
- 1949: 1. Platz, russische Meisterschaft, Fe, mit 312,5 kg.
- 1949: 1. Platz, UdSSR-Meisterschaft, Fe.
- 1951: 2. Platz, UdSSR-Meisterschaft, Fe, mit 322,5 kg, hinter Rafael Tschimischkjan, 330 kg.
- 1952: 1. Platz, UdSSR-Meisterschaft, Fe, mit 330 kg, vor Tschimischkjan, 325 kg.
- 1953: 1. Platz, UdSSR-Meisterschaft, Fe, mit 335 kg, vor Tschimischkjan, 330 kg.
- 1954: 2. Platz, UdSSR-Meisterschaft, Fe, mit 337,5 kg, hinter Tschimischkjan, 345 kg.
- 1956: 1. Platz, russische Meisterschaft, Le, mit 362,5 kg.
- 1957: 1. Platz, Spartakiade der sowjetischen Studenten, Le, 355 kg.

### Weltrekorde
im beidarmigen Reißen:
- 106 kg, 1950 in Moskau, Fe.

im beidarmigen Stoßen:
- 136,5 kg, 1950 in Moskau, Fe.
- 137,5 kg, 1951 in Moskau, Fe.
- 138 kg, 1953 in Moskau, Fe.
- 154 kg, 1957 in Stalingrad, Le.

im olympischen Dreikampf:
- 335 kg, 1951 in Ivano
- 337,5 kg, 1953 in Moskau